# Luciferasa
La luciferasa és un enzim oxidatiu que catalitza l'oxidació de la luciferina i provoca la bioluminescència; és a dir, la producció de llum en organismes vius. El seu nom deriva de l'expressió llatina lucem ferre que significa portador de llum. És present en certs insectes i mol·luscs, tot i que l'exemple més conegut és la luciferasa de les femelles dels lampírids, conegudes vulgarment amb el nom de lluernes o cuques de llum.
A diferència de les fotoproteïnes, que emeten luminescència de forma proporcional a la quantitat de proteïna, l'emissió de llum en el cas de la luciferasa es basa en una reacció formada per un complex enzim (luciferasa) - substrat (luciferina).

## Reacció química
En reaccions de bioluminescència, l'emissió lluminosa es produeix gràcies a l'oxidació d'un pigment anomenat luciferina, que es troba principalment en alguns bacteris, algues, fongs i animals.
- luciferina + O₂ → oxiluciferina + llum

Les reaccions més habituals de bioluminescència alliberen CO₂ com a producte. La velocitat de la reacció entre la luciferina i l'oxigen és extremadament lenta fins que no és catalitzada per la luciferasa. Aquesta reacció entre la luciferina i la luciferasa a vegades està controlada per la presència de cofactors, tals com ions calci, ions Magnesi o l'ATP.
La reacció catalitzada per la luciferasa de les cuques de llum es duu a terme en dos passos:
- luciferina + ATP → adenilat de luciferina + PPi
- Adenilat de luciferina + O₂ → oxiluciferina + AMP + llum

La reacció és energèticament molt eficient, ja que gairebé tota l'energia es transforma en llum. En comparació, la bombeta incandescent només converteix el 10% de la seva energia en llum.

## Diferència espectral en la bioluminescència de la luciferasa
S'ha descobert que una petita diferència estructural en la luciferasa és la responsable del canvi del color d'emissió de la luminescència de groc verdós a vermell. En un estudi, es van analitzar les estructures de la luciferasa salvatge i la luciferasa mutant de color vermell (S286N), provinent de la cuca de llum japonesa anomenada Genji-Botaru (Luciola cruciata), en associació amb DLSA.
El resultats de l'estudi van demostrar que la luciferasa salvatge unida a la DLSA presentava una “forma tancada” del seu centre actiu, on la cadena lateral de l'aminoàcid 288 (isoleucina) es trobava desplaçada cap a l'anell benzotiazol de la DLSA, creant una zona hidròfoba de caràcter rígid. Això provocava una reducció de la pèrdua d'energia que es reflectia en l'emissió d'una llum verda grogosa.
Per altra banda, la luciferasa mutant S286N unida a la DLSA presentava una “forma oberta” del centre actiu, on la cadena lateral de la isoleucina 288 no es trobava desplaçada en direcció a l'anell benzotiazol de la DLSA, creant així un entorn menys rígid i hidròfob. Aquest nou ambient permetia la pèrdua d'una petita quantitat d'energia de l'estat excitat de l'oxiluciferina, que es traduïa en l'emissió de llum vermella de baixa energia.

## Exemples
S'ha observat que una gran varietat d'organismes regula la seva producció de llum utilitzant diferents luciferases en diverses reaccions que emeten llum. L'exemple més conegut de tots ells és el de les cuques de llum, tot i que també podem trobar aquest enzim en organismes tan diferents com la gírgola d'olivera (Omphalotus olearius) o nombroses criatures marines i mol·luscs.
En les cuques de llum, l'oxigen necessari és aportat a través d'un conducte situat a l'abdomen anomenat tràquea abdominal. La luciferasa és característica de cada espècie de cuca de llum, que es calcula que en són més de 2000. No obstant això, la luciferasa més estudiada és la de la cuca de llum Photinini Photinus pyralis, que té un pH òptim de 7,8.
Una altra luciferasa ben estudiada és la de la Renilla reniformis. En aquest organisme, la luciferasa està fortament associada a una proteïna lligand de luciferina, així com una green fluorescent protein (GFP). El calci provoca l'alliberament de la luciferina (colenterazina) per part de la proteïna lligand de luciferina. Aleshores, el substrat es troba disponible per tal que la luciferasa l'oxidi i sigui degradat a coelenteramida amb una emissió d'energia com a resultat.
En absència de la GFP, aquesta energia és alliberada en forma de fotó de llum blava (la seva longitud d'ona màxima és de 482 nm). D'altra banda, en els casos en què la GFP es troba fortament associada, l'energia s'allibera com un fotó de llum verda (la seva longitud d'ona màxima és de 510 nm).
La reacció catalitzada és la següent:
- coelenterazina + O₂ → coelenteramida + CO₂ + fotó de llum

Recentment, s'ha identificat un nou tipus de luciferasa, que a diferència de les luciferases de les cuques de llum, és secretada de manera natural. Un d'aquests exemples és la luciferasa Metridia (MetLuc), que prové del copèpodes Metrina Longa.
La luciferasa Metrina Longa segrega gens codificats de 24 kDa que contenen un pèptid senyal de 17 residus d'aminoàcids. S'ha descobert que l'alta sensibilitat i intensitat del senyal d'aquesta luciferasa té nombrosos avantatges. A més, la utilització d'aquesta luciferasa específica permet seguir un protocol de no-lisi i fer diversos assaigs amb una mateixa cèl·lula viva.

## Aplicacions
La luciferasa es pot sintetitzar al laboratori mitjançant l'enginyeria genètica per a diferents utilitats. Els gens de la luciferasa es poden sintetitzar i introduir dins dels organismes o transferir-los dins de les cèl·lules. Alguns dels organismes que han estat modificats genèticament per produir aquest enzim són els ratolins, els cucs de seda i les patates. La luciferasa s'utilitza cada vegada més en més àmbits, així que les seves aplicacions segueixen creixent i sent més nombroses. Entre elles cal destacar:
- En la reacció de la luciferasa, s'emet llum quan aquesta actua sobre la luciferina. L'emissió dels fotons pot ser detectada per un aparell sensible a la llum com ara el luminòmetre o microscòpics òptics modificats. Aquest fet permet l'observació de processos biològics.[9]
- En la recerca biològica, la luciferasa s'utilitza normalment per avaluar l'activitat transcripcional de cèl·lules a les quals se’ls introdueix una construcció genètica que conté el gen de luciferasa sota el control d'un promotor d'interès.[10] A més a més, també es pot utilitzar per detectar el nivell d'ATP cel·lular i l'activitat de les quinases.[10][11]
- Diversos tipus de cèl·lules com per exemple les cèl·lules mare de la medul·la òssia o cèl·lules T es poden modificar per a expressar una luciferasa, fet que permet que es puguin observar dins de l'animal de manera no invasiva utilitzant un dispositiu de càrrega acoblada. Aquesta tècnica s'utilitza per fer un seguiment del desenvolupament de certs tumors i analitzar la seva resposta a un determinat tractament en animals model.[12][13] Tot i això, cal tenir en compte que la intensitat del senyal mesurat mitjançant la projecció in vivo pot dependre de diferents factors com ara l'absorció de la D-luciferina a través del peritoneu, el flux sanguini, la permeabilitat de la membrana cel·lular, la disponibilitat de cofactors, el pH intracel·lular i la transparència del teixit que el recobreix, a més de la quantitat de luciferasa.[14] Així doncs, cal tenir en compte que aquestes interferències poden causar petites variacions de l'activitat de proliferació del tumor.
- Una de les aplicacions més conegudes de la luciferasa es troba dins del camp de la medicina forense. Aquest enzim s'utilitza en bancs de sang per determinar si els glòbuls vermells de la sang, anomenats també eritròcits, estan començant a trencar-se. Els investigadors forenses fan servir una solució diluïda que conté l'enzim per descobrir restes de sang que puguin estar a la superfície de l'escena d'un crim.
- La luciferasa és una proteïna sensible a la calor i s'utilitza en estudis de desnaturalització de proteïnes per avaluar la capacitat protectora de les proteïnes de xoc tèrmic (HSP).